# Pseudocheilinus

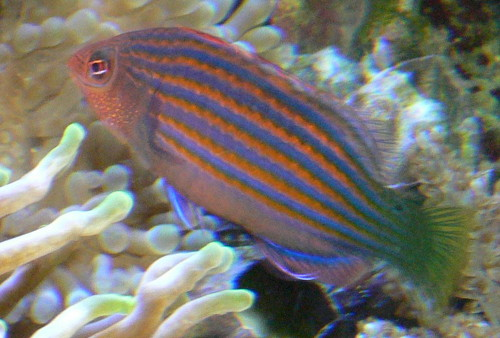
Pseudocheilinus hexataenia

 Pseudocheilinus  es un género de peces de la familia de los Labridae y del orden de los Perciformes.

## Especies
Existen 7 especies de este género, de acuerdo con FishBase:
- Pseudocheilinus citrinus  Randall, 1999 [3]
- Pseudocheilinus dispilus  Randall, 1999 [3]
- Pseudocheilinus evanidus  Jordan y Evermann, 1903 [4]
- Pseudocheilinus hexataenia  (Bleeker, 1857) [5]
- Pseudocheilinus ocellatus  Randall, 1999 [3]
- Pseudocheilinus octotaenia  Jenkins, 1901  [6]
- Pseudocheilinus tetrataenia  Schultz en Schultz, Chapman, Lachner y Wood, 1960 [7]